# Phil Coke
Phil Coke (19 de julho de 1982) é um jogador profissional de beisebol estadunidense.

## Carreira
Phil Coke foi campeão da World Series 2009 jogando pelo New York Yankees.